# Galerne
Pour les articles homonymes, voir Galerne (homonymie).

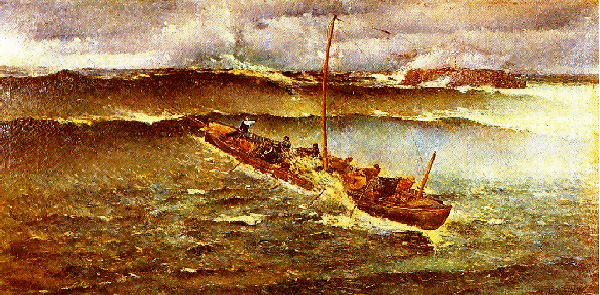
Jesus et dedans de Fernando Pérez de Camino (1859-1901). Peinture de la fin du XIXe siècle. Museo de Bellas Artes de Santander.

La galerne, ou galerno, est un vent de nord-ouest (noroît) froid et humide qui souffle en rafale sur l'ouest de la France, notamment en Touraine, dans le Berry, les Deux-Sèvres, les Landes, la Vendée, au Pays basque (où il porte le nom de enbata ou brouillarta,), le Quercy et la Bretagne (où il porte le nom de gwalarn) ainsi que de la mer Cantabrique et ses côtes, généralement au printemps et en automne. Il est provoqué par le passage de fronts froids côtiers canalisés (CTD - Coastal Trapped Disturbance) ou galerna en anglais,.
Il donne son nom à la virée de Galerne, épisode de la guerre de Vendée qui eut lieu à partir du 18 octobre au 23 décembre 1793.

## Description
Lors du passage d'un front froid venant du golfe de Gascogne, les vents d'ouest se renforcent en étant canalisés par la Cordillère Cantabrique, le long des côtes espagnoles, en direction du Pays basque. La galerne commence donc par une descente rapide de la pression atmosphérique et des températures jusqu'à 12 °C en 20 minutes (15,5 °C en 30 minutes en juin 2022 à Biarritz), avec des vents très forts pouvant atteindre 100 km/h, très froids et accompagnés de fortes pluies courtes. Les changements de température et d'humidité sont dus à l'air provenant de l'Atlantique, qui remplace celui des terres, et la convection atmosphérique est rendue possible par le soulèvement frontal provoqué par l'avancée de l'air plus froid.

## Galernes tout au long de l'histoire

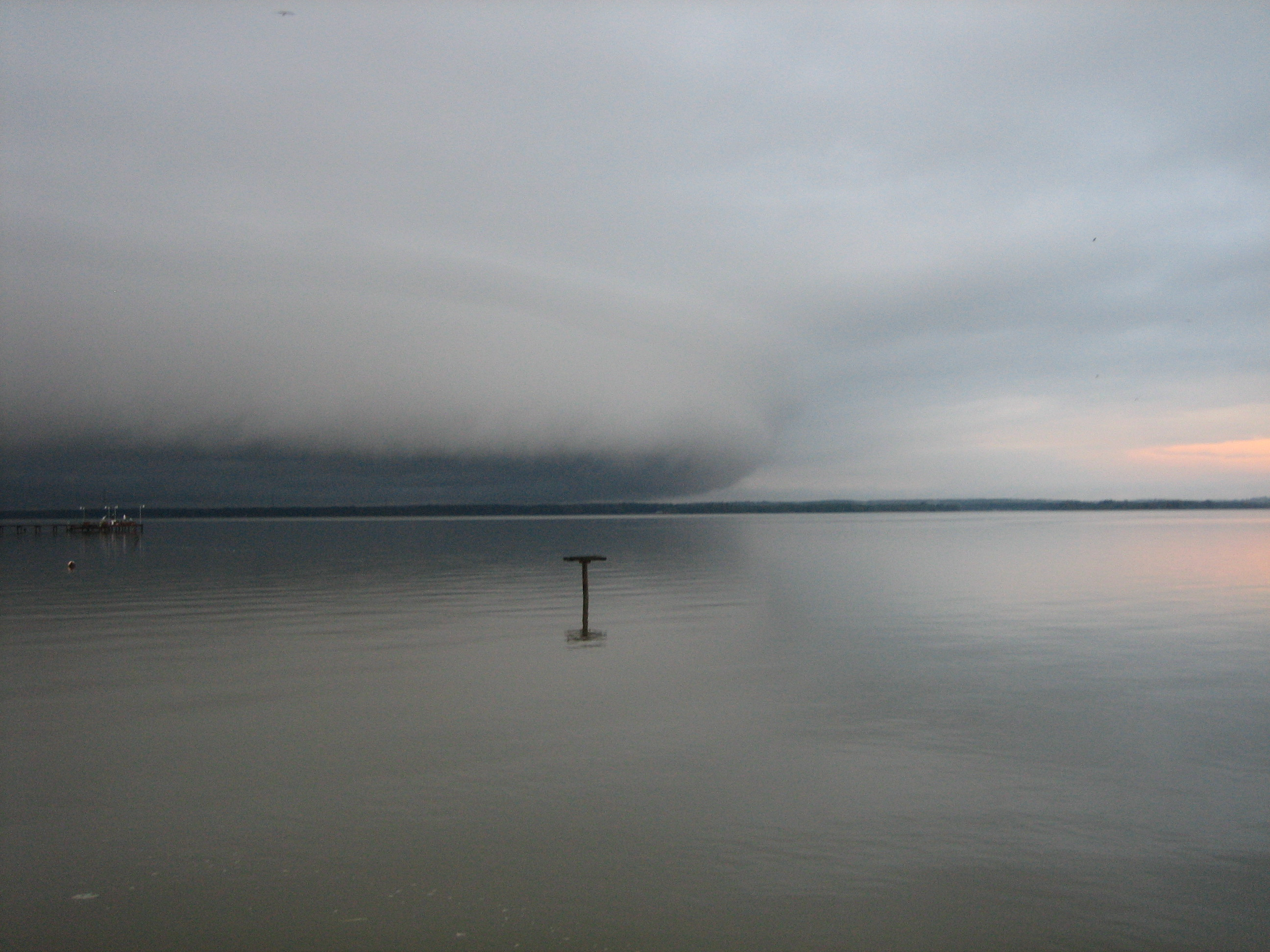
Avance subite et rapide d'un front froid, situation similaire avant le développement d'une galerne.

Les galernes sont redoutées par les marins du fait de leur extrême violence qui a déjà coûté la vie de nombreux hommes. La plus fameuse galerne se produit le 20 avril 1878, connue comme la Galerne du Samedi de Gloire et que José María de Pereda reprend dans son roman Sotileza. Cet après-midi là, toute la population des pêcheurs se rassemble dans les ports et sur la côte, utilisant des chaloupes et des traînières. 322 pêcheurs perdent la vie, noyés dans la baie cantabrique (132 Cantabres et 190 Basques) et l'émotion provoquée dans le pays par ce drame est immense. Depuis cette catastrophe, malgré l'amélioration des prévisions météorologiques et des mesures de sécurité à bord des bateaux, il y a eu d'autres victimes à cause des galernes, notamment en 1912, 1914, 1961 entre autres.

## Dérivé au Québec
Une expression populaire au Québec quand on parle du Soleil, est de l'appeler « Galarneau », un patronyme commun. Selon certaines sources, cette expression serait dérivée du terme galerne amené par les colons français. Contrairement à la provenance de la galerne sur la côte atlantique française, les vents d'ouest à nord-ouest viennent de l'intérieur des terres sur cette province canadienne. Ils amènent donc de l'air frais et sec ce qui donne un dégagement et le retour du Soleil,.